# ㅙ
ㅙ (reviderad romanisering: wae, hangul: 왜) är en av elva diftonger i det koreanska alfabetet. Det är en kombination av ㅗ, ㅏ och ㅣ.